# Acronicta semiconfluens
Acronicta semiconfluens är en fjärilsart som beskrevs av Lucas 1959. Acronicta semiconfluens ingår i släktet Acronicta och familjen nattflyn. Inga underarter finns listade i Catalogue of Life.